# Aeroportul Komatipoort
Aeroportul Komatipoort (IATA: KOF, ICAO: FAKP) este un aeroport din Africa de Sud.
Situat la o altitudine de 164,8968 m, aeroportul dispune de o singură pistă.